# Denar Bắc Macedonia
Denar (tiếng Macedonia: денар; paucal: denari / денари; sign: den, code: MKD) là đơn vị tiền tệ tiên chuẩn của Bắc Macedonia. 1 denar=100deni.